# Agneta Gille
Agneta Marianne Gille, född 30 april 1956 i Films församling i Uppsala län, är en svensk politiker (socialdemokrat). Hon var ordinarie riksdagsledamot 2002–2018, invald för Uppsala läns valkrets. 1998 valdes hon till biträdande partisekreterare i Socialdemokraterna.
Gilles uppdrag i riksdagen innebar bland annat att hon satt i finansutskottet 2002–2010 och att hon var ledamot i riksdagens valberedning 2006–2018. 2014–2018 var hon ledamot i Kulturutskottet och suppleant i Justitieutskottet. Hon var även ledamot i styrelsen för Stiftelsen Riksbankens Jubileumsfond 2008–2016.
Hon är sedan 2018 styrelseordförande på Eric Sahlström Institutet. Hon är första suppleant i Riksbanksfullmäktige.
Efter att ha avslutat sitt uppdrag i riksdagen 2018 valdes hon in som ledamot i Uppsala kommunfullmäktige där hon är ersättare i Kulturnämnden.
Gille är gift och boende i Uppsala. Till yrket är Gille barnskötare.